# Milan Vincetič
Milan Vincetič (Murska Sobota, 11. listopada, 1957. – Stanjevci, 4. listopada, 2017.) slovenski je pjesnik, pisac i prevoditelj.
Rođen je u Prekmurju, u Stanjevcima se je odgojio. Njegovi roditelji su bili iz Hrvatske. U Ljubljani je studirao slovenistiku. U početku je bio profesor u srednjoj seljačkoj školi u Murskoj Soboti i urednik časopisa Separatio. Delao je i kao urednik kod Pomurske založbe, danas pa urednik kod časopisa Sodobnost te Mentor.
Milan Vincetič je autor modernizma i postmodernizma, zanimaju ga povijesni časi i mit. Pisao je i kratke povijesti, romane i radioglume. Ne samo na slovenskom, nego i na prekomurskom jeziku piše. Vincetič je i doprinio za oživljanje prekomurske književnosti u 1990-ih godinama.
Preveli su njegove pjesme na francuski, finski, hrvatski, makedonski i mađarski jezik.

## Djela

### Zbirka pjesama
- Kot slutnja radovedno (Vincetič, Valerija Perger i Feri Lainšček), 1981.
- Zanna, 1983.
- Arka, 1987.
- Finska, 1988.
- Tajmir, 1991.
- Divan, 1993.
- Tanin, 1998.
- Balta, 2001.
- Lakmus, 2003.
- Raster, 2005.
- Retuše, 2007.
- Vidke, 2009.

### Proza
- Za svetlimi obzorji (Vincetič i Lainšček), 1988.
- Nebo nad Ženavljami, 1992.
- Obrekovanje Kreča, 1995.
- Ptičje mleko, 1995.
- Srebrni brejg (na prekomurskom i slovenskom jeziku, pisali su Vincetič, Lainšček, Miki Roš), 1995.
- Goreči sneg, 1998.
- Šift v idini/Parnik v ajdi (na prekomurskom i slovenskom jeziku), 1999.
- Mislice (na prekomurskom i slovenskom jeziku, pisali su Vincetič, Lainšček i Marjana Sukič), 2000.
- Žensko sedlo, 2002.
- Talon, 2007.
- Vujšlo mordje/Pobeglo morje (na prekomurskom i slovenskom jeziku), 2009.
- Lebdeča prikazen/Lebdejča prilika (na prekomurskom i slovenskom jeziku), 2014.
- Luna na mejseci/Luna na mesecu (na prekomurskom i slovenskom jeziku), 2017.

### Drame
- Panonsko morje, 1990.
- Vodnjak, 1991.

## Nagrade
- Prešernova nagrada (za Lakmus), 2004.

## Viri
- Alamanah Svetovni dnevi slovenske literature; Center za slovenščino kot drugi/tuji jezik pri Oddelku za slovenistiko Filozofske fakultete, 2006
- Aleksandra Lutar Ivanc: Album slovenskih književnikov; Mladinska knjiga, 2006.
- Denis Poniž: Slovenska lirika 1950-2000; Ljubljana: Slovenska matica, 2001
- Adrijan Lah, 1997: Mali pregled lahke književnosti. Ljubljana, Založba Rokus.